# 硫黄鹀
硫黄鹀（学名：Emberiza sulphurata），又名硫黃鵐、繡眼鵐，为鵐科鹀属的鸟类。牠受到 棲地破壞、農藥 使用及為籠鳥產業捕捉的威脅。
2022年，“中国鸟类名录”10.0版将硫磺鹀的中文名恢复为传统中文名硫黄鹀。

## 描述

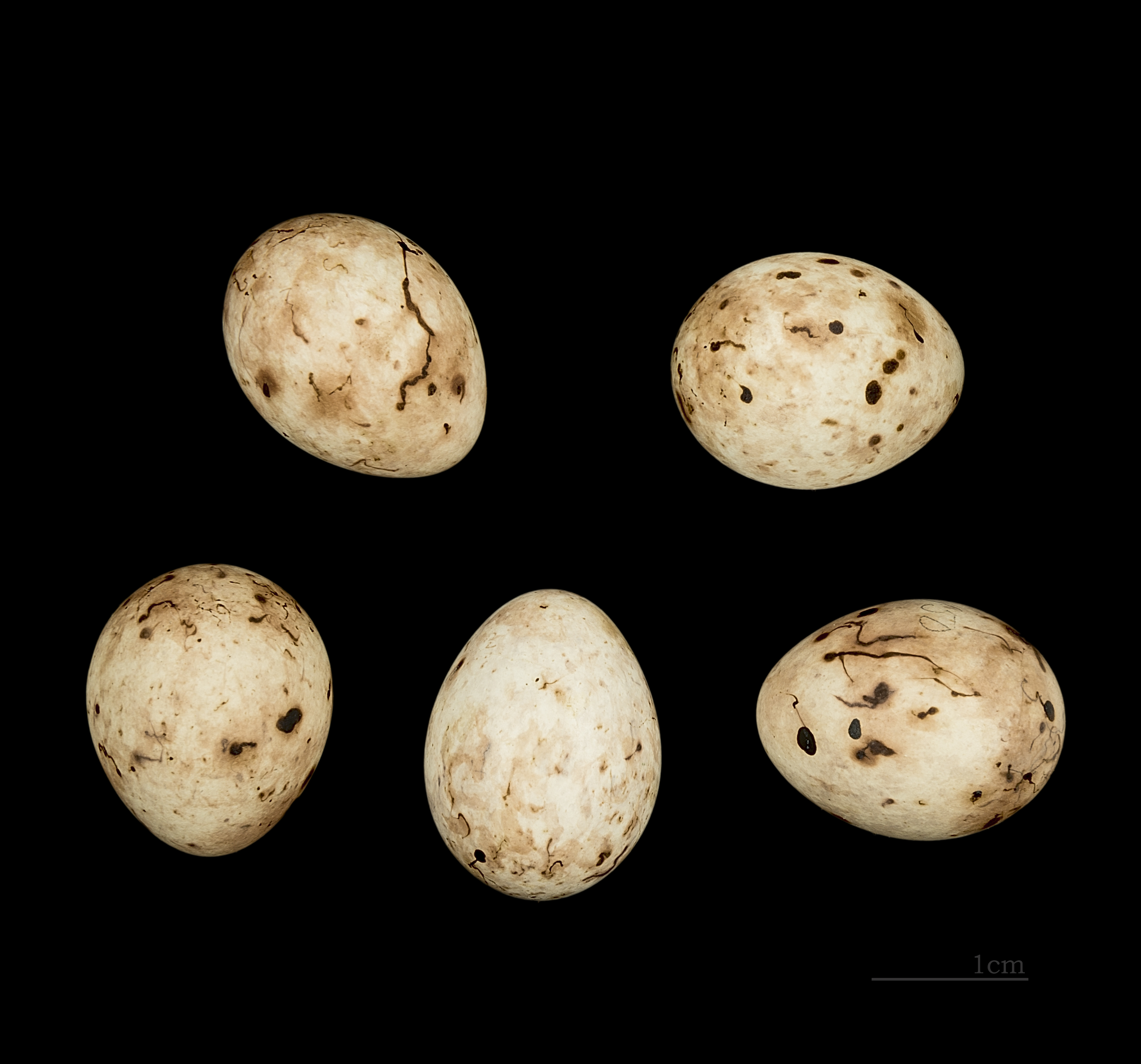
Emberiza sulphurata 土魯斯博物館

身長14 厘米，擁有圓錐形的灰色 喙，粉棕色的腳和棕色的眼睛。雄鳥上半身為灰綠色，背部帶有黑色條紋。下半身為黃綠色（以喉部和腹部最為鮮亮），兩側有條紋。牠的眼先部位為黑色，下巴為窄黑色，眼圈為淺色，尾羽外側為白色。翅膀上有兩道橫斑，由中覆羽及大覆羽的淺色羽端構成。雌鳥與雄鳥相似，但顏色較淡，且沒有眼先和下巴的黑色。此種鳥有顫音的鳥鳴，並發出柔和的 tsip 叫聲。
繁殖季節從五月中旬持續到七月初。牠們的 鳥巢 築於低矮的灌木叢中，每窩產下三至五顆卵。

## 分布與棲地
分布于日本、朝鲜半岛、菲律宾、台湾岛以及中国大陆的江苏、福建等地，主要生活于岛屿山麓灌丛、或市郊花园中以及繁殖期栖于山地和丘陵灌木丛生的向阳地带。该物种的模式产地在日本。
野鵐只在日本繁殖，但數量稀少。牠主要分布於最大島嶼 本州，也可能在 九州 繁殖，過去可能曾在 北海道 繁殖。牠們棲息於海拔600至1500米之間的森林和林地，主要分布於本州中部及北部。少量鳥類會在日本較溫暖的地區過冬，但大多數會遷徙到更南方。冬季時曾在菲律賓、台灣、香港 和中國東南部有過記錄，但數量稀少。牠們在冬季時棲息於林地、灌木叢、草地和農田。春秋兩季遷徙時，小部分會經過韓國。

## 保護狀況
野鵐的總體數量稀少且正在減少，該物種被 國際自然保護聯盟 列為無危物種，估計有2,500到9,999隻成熟個體，並且數量持續下降。牠受到 棲地破壞、農藥使用及為籠鳥產業 捕捉的威脅。」